# Nedo Del Bene
Nedo Del Bene (Sansepolcro, 28 dicembre 1925 – Ravenna, 8 ottobre 2018) è stato un artista, pittore e illustratore italiano.

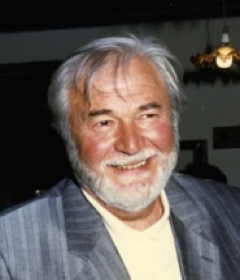
Nedo Del Bene

Nato a Sansepolcro, Arezzo, il 28 dicembre 1925 da Aldo e Rosa, nel 1929 si è trasferito con la famiglia a Ravenna. Abbandonati gli studi dopo la maturità, ha vissuto alcuni anni turbolenti, attraversando varie esperienze di vita e lavorative. Fondamentale è stato il rapporto con l'arte, tanto che Del Bene ha deciso di dedicarsi professionalmente alla pittura e al mosaico dalla fine degli anni Cinquanta. 
Poco incline alle regole del sistema educativo, ha frequentato il corso libero di pittura all'Accademia di Firenze, diretta da Primo Conti e poi i corsi liberi di pittura con Teodoro Orselli e di mosaico con Renato Signorini all'Accademia di Ravenna, senza tuttavia diplomarsi. Sono gli anni in cui il Gruppo dei Mosaicisti, istituito nel 1948 sotto la direzione di Giuseppe Salietti è attivo nella storica sede dell'Accademia e sta allargandosi con l'ingresso di una nuova generazione di mosaicisti, tutti diplomati presso questa istituzione. Del Bene, benché partecipi ad alcune delle iniziative che hanno segnato quella stagione artistica, come la Mostra dei mosaici moderni nel 1959, non si integra in quello storico gruppo e segue, non senza difficoltà e travagli, un percorso individuale. Ama il mosaico, ma non si identifica completamente in esso e, anzi, si dedica anche alla pittura a olio. 
Sempre nel 1959, con un gruppo di amici artisti va in Francia, per un breve soggiorno, durante il quale si è avvicinato alla École de Paris.  È stato quello il punto di partenza di una intensa ricerca poetica e artistica, che ha portato Del Bene a sperimentare stili diversi, accomunati dall'attingere più al sentimento e a suggestioni culturali che non al reale. Con una scelta singolare e controcorrente al clima culturale del tempo, non ha mai voluto abbandonare completamente l'ambito figurativo. Paradossalmente sperimenta più nel mosaico che non nella pittura, una scelta che, unitamente ad alcune asprezze di carattere, ha certamente segnato la sua carriera. Tuttavia riceve anche riconoscimenti: come ha scritto Piero Longanesi nel 1978, " Nedo Del Bene ritrae le cose in modo favoloso e fiabesco, con segni e colori che formano il carattere di uno stile e di una raggiunta originalità".
Agli esordi ha partecipato a vari concorsi nazionali in Italia di pittura e di grafica, ma il suo nome ha stentato ad emergere. Anche nell'ambito del mosaico ha lavorato prevalentemente su commesse per copie di opere bizantine, piuttosto che su bozzetto originale. Crea una propria bottega "Arte del mosaico", ma senza altri soci e allievi l'avventura presto si esaurisce e Del Bene prosegue la sua attività individuale, anche se può contare sul sostegno fondamentale di sua moglie Teresa, conosciuta in Accademia e che ha spostato nel 1960. La moglie era artista di grande abilità tecnica e, anche che si è votata prevalentemente all'insegnamento, è stata una presenza costante di riferimento per Del Bene. Una svolta alla carriera è arrivata nel 1962, quando ha completato, su un proprio disegno, il mosaico (7m x4 m) nell’ingresso del Cinema Capitol di Ravenna "il locale più signorile della città, con le migliori condizioni di comodità e il mosaico del Prof. Del Bene". Un'opera imponente, interamente in mosaico di Murano che rappresentava una allegoria dell'uomo e della natura, ma che ora è purtroppo stato rimosso dal sito e non è visibile, a seguito di lavori di ristrutturazione dell'immobile. 
Un altro impulso la sua carriera lo riceve nel 1964, con il primo premio e la medaglia d'oro nella categoria mosaico al concorso nazionale bandito dal Ministero dell’Industria e del Commercio Estero per dell’artigianato artistico di Firenze. Probabilmente anche grazie a questi risultati, nel 1965 ha fatto parte del gruppo di artisti ravennati che hanno realizzato una serie di mosaici a tema dantesco. In questa serie, Del Bene ha completato l’opera Le tre Fiere, su bozzetto di Pier Luigi Borghi che apriva la rassegna dei mosaici esposti al Tamo di Ravenna, chiuso nel 2023. Sono gli anni in cui riceve numerose richieste e commesse anche dall'estero, di cui alcune si realizzano, come i mosaici della libreria Röen a Copenaghen (1964) e in collezioni private in Germania, Inghilterra e Stati Uniti. 
Tra alterne fortune e difficoltà economiche, negli anni Settanta Del Bene vince due concorsi pubblici nazionali, il primo bandito per la realizzazione di decorazioni musive presso la Scuola media statale Mario Montanari di Ravenna (1971, 4,5m x 4m) il secondo per la Scuola media statale Enrico Toti di Roma (1975, 3,5m x 2m). Entrambe le opere sono visibili in sito.
Negli anni successivi completa altre opere di grandi dimensioni per committenti privati e istituzioni religiose, a partire dai 13 pannelli musivi del ciclo della Via Crucis nella chiesa parrocchiale di San vittore a Ravenna (1970). I pannelli sono il risultato del confronto fra Del Bene e Don Giovanni Baldini, all'epoca parroco di San Vittore e persona assai nota a Ravenna per la sua umanità e impegno sociale. Da questo confronto, non privo di contrasti, nasce un ciclo del tutto atipico, sia nel numero di pannelli (inferiore a quello canonico) sia nei temi rappresentati, che in buona parte si discostano dalla tradizione. Per la stessa chiesa eseguirà anche il mosaico della facciata (1996, 1 m x 8 m). Suoi gli affreschi e i dipinti della chiesa parrocchiale di Marina di Ravenna (1981, 3m x 6m e 1983, 3m x 6 m), nella sede della UIL di Ravenna (1989, 2m x 5m), in quella dei portuali di Ravenna (1993, due pannelli, ciascuno di 2m x 3m), per la sala grande della cooperativa culturale CMC di Ravenna (1994, 6m x 4m) e nella Casa protetta Garibaldi di Ravenna (1995, 4m x 7,5 m).
Fedele a una idea di artista puro, Del Bene ha lavorato con impeto, quasi furiosamente, seguendo il proprio impulso creativo, mai gli interessi del mercato o della critica alla ricerca di un facile successo. Colto e affabulatore, ma per nulla incline a compromessi, dotato di una tecnica raffinata ma incapace a trasmetterla a qualche allievo. Del Bene apprezzava sinceramente il lavoro di molti colleghi ma era alieno a realizzare collaborazioni.
Non era tuttavia isolato dal mondo, anzi vorace lettore si teneva costante aggiornato sulle ultime tendenze e visitava regolarmente musei e mostre, facendo importanti incontri, da Roberto Matta a Renato Guttuso, da Dario Fo a Tonino Guerra. Le sue mostre personali e le partecipazioni a collettive in Italia, in Europa e in Giappone assommano a più di 70. La facilità del segno grafico e il gusto del colore gli hanno permesso di lavorare anche come illustratore. Ha realizzato copertine di volumi e di riviste, manifesti e anche in una serie di etichette di vini. Le sue illustrazioni de I sonetti di Olindo Guerrini, si trovano ad esempio in due volumi di Umberto Foschi, editi da Longo: Modi di dire romagnoli, 1972 e Par mod d’un di. Modi di dire romagnoli, volume secondo, 1975 e anche in Il palazzo ci dicono merlato, Anastasis, 1992. 
Nel 1997 ha realizzato una serie di illustrazioni e un mosaico, esposti ai magazzini del sale di Cervia nella mostra Il vero volto di Pinocchio. La stessa mostra è stata ospitata anche presso il Parco policentrico Collodi Pinocchio. Nel 2000 il Museo della Battaglia del Senio ha ospitato la mostra Il passato dentro: "Ironica anche quando si vena di tristezza... la mostra di Nedo Del Bene è un doveroso omaggio alla memoria. I 34 olii su carta, ... offrono uno spaccato di mezzo secolo di storia, dalla Settimana rossa del 1914 alla Lambretta dei primi anni Sessanta". Successivamente la mostra è stata riproposta a Ravenna e anche a Chichester, città gemellata con Ravenna.
La morte di Teresa nel 2000, compagna di tutta una vita, lo ha segnato profondamente e, nonostante abbia continuato a dipingere e a disegnare fino a pochi giorni dalla morte, ha notevolmente rarefatto le sue apparizioni pubbliche. Nedo del Bene si è spento a Ravenna l’8 ottobre 2018.

In occasione del centenario della nascita, dal 22 febbraio al 23 marzo 2025 di terrà a Ravenna, presso il Palazzo Rasponi delle Teste, una mostra antologica di Nedo Del Bene, come parte della serie Novecento Rivelato.

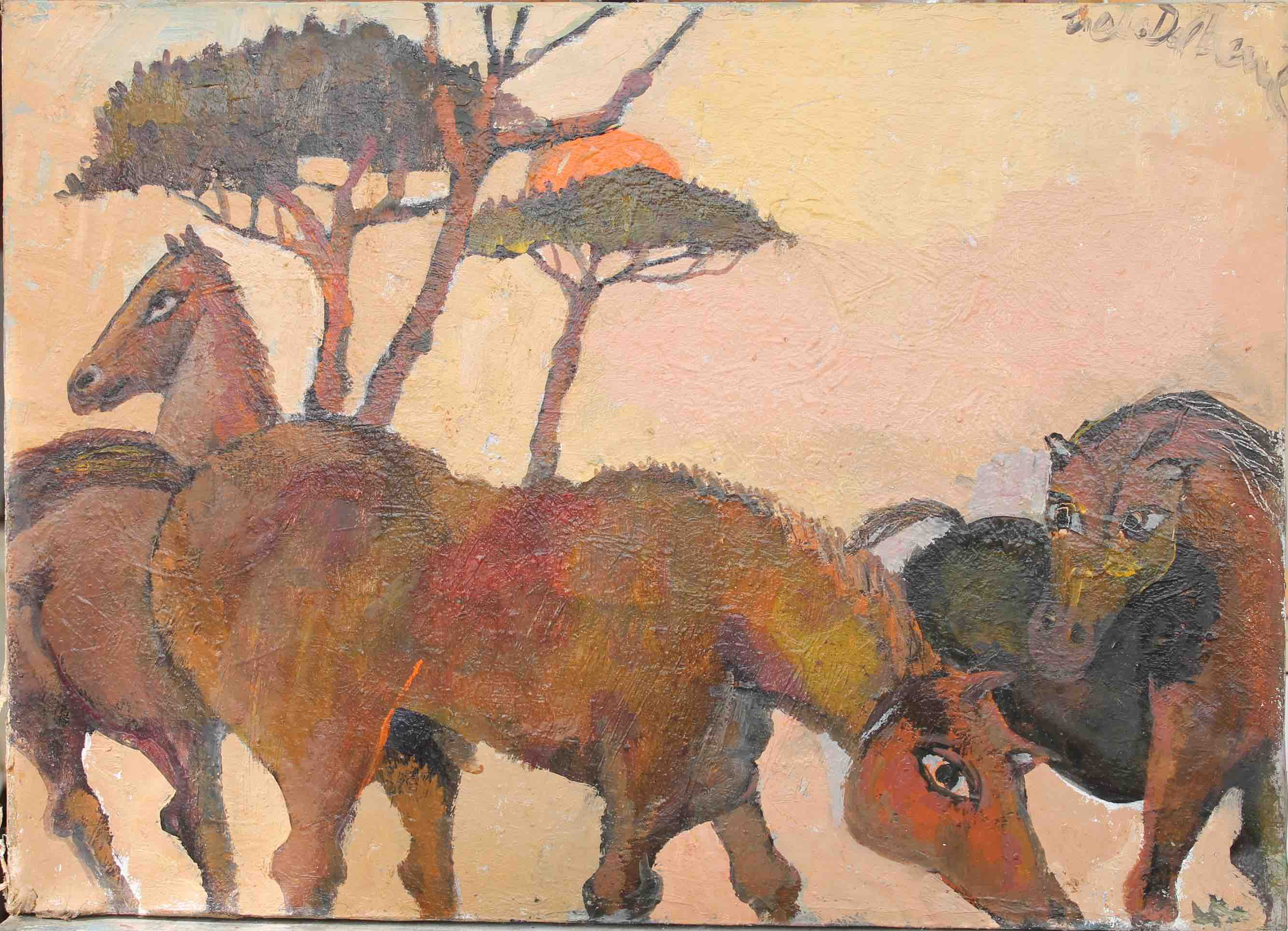
Olio su tela, circa 1985, firmato Nedo Del Bene